# Escudo de Lesoto
El escudo de armas de Lesoto fue adoptado a raíz de la independencia de este estado africano, proclamada el 4 de octubre de 1966. Fue modificado en el 2006 en su apariencia actual, con un ligero cambio de colores.
Tiene la forma típica de los escudos defensivos basotho y figura un cocodrilo de azur moviendo sobre un campo de gules; el cocodrilo es el símbolo de la dinastía real basotho y ya aparecía en el escudo del antiguo protectorado británico de Basutolandia.
Acoplados detrás del escudo había un cetro de plumas de avestruz puesto en palo y una lanza y una maza del tipo knobkierie pasadas en aspa.
El escudo está sujeto por dos caballos basotho, uno a cada lado. Tanto el escudo como los caballos descansan sobre una terraza donde se representa la meseta del Thaba Bosiu, sobre el que se levantó la ciudadela de Moshoeshoe I, fundador del Reino de Lesotho. En la base de la terraza figura una cinta con el lema nacional en sesotho: Khotso, Pula, Nala (Paz, Lluvia, Prosperidad).

## Historia
Basutolandia se convirtió en protectorado británico en 1868. En 1884 se convirtió en colonia británica. Está completamente rodeada por la Unión Sudafricana. El 4 de octubre de 1966 Basutolandia se convirtió en un reino independiente con el nombre de Lesoto. El primer rey fue Mosheshwe II, un descendiente de Moshweshwe I (1790-†1870) que fue el jefe más importante de Basutolandia después de 1828. Después de su tribu, los soto del Sur, habían sido derrotados por el rey Shaka de los zulúes, se reagruparon en Drakensbergen desde donde organizó una resistencia eficaz contra los zulúes. Los bóeres tampoco lograron ahuyentar a los basuto. Después de 1868, Moshweshwe I tuvo que ceder su poder político a los británicos. En la época de la colonia británica el territorio fue administrado por un alto comisionado británico.

## Heráldica
La colonia de Basutolandia recibió un escudo de armas por Real Cédula el 20 de marzo de 1951.
- Armas: De sinople, un cocodrilo de gules, y en su mayor parte un vellón entre dos vestiduras de oro.
- Timbre: Un burelete de oro y sinople, cimado por una flecha, una lanza y un garrote cargado con un escudo guerrero Basuto con la Corona de San Eduardo.
- Lema: KHOTSO KE NALA (en español: La Paz es Prosperidad)

## Galería de escudos históricos

Escudo de armas de Basutolandia (1951-1966)
Escudo de armas de Lesoto (1966-2006)